# Пенемюнде (полигон)

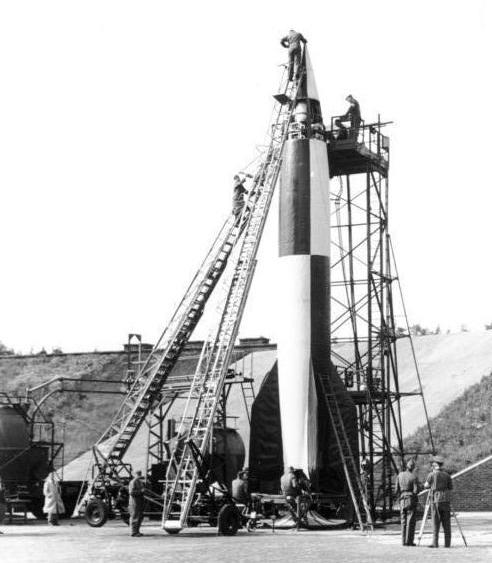
Подготовка к старту баллистической ракеты А4, полигон Пенемюнде, Германия, март 1942

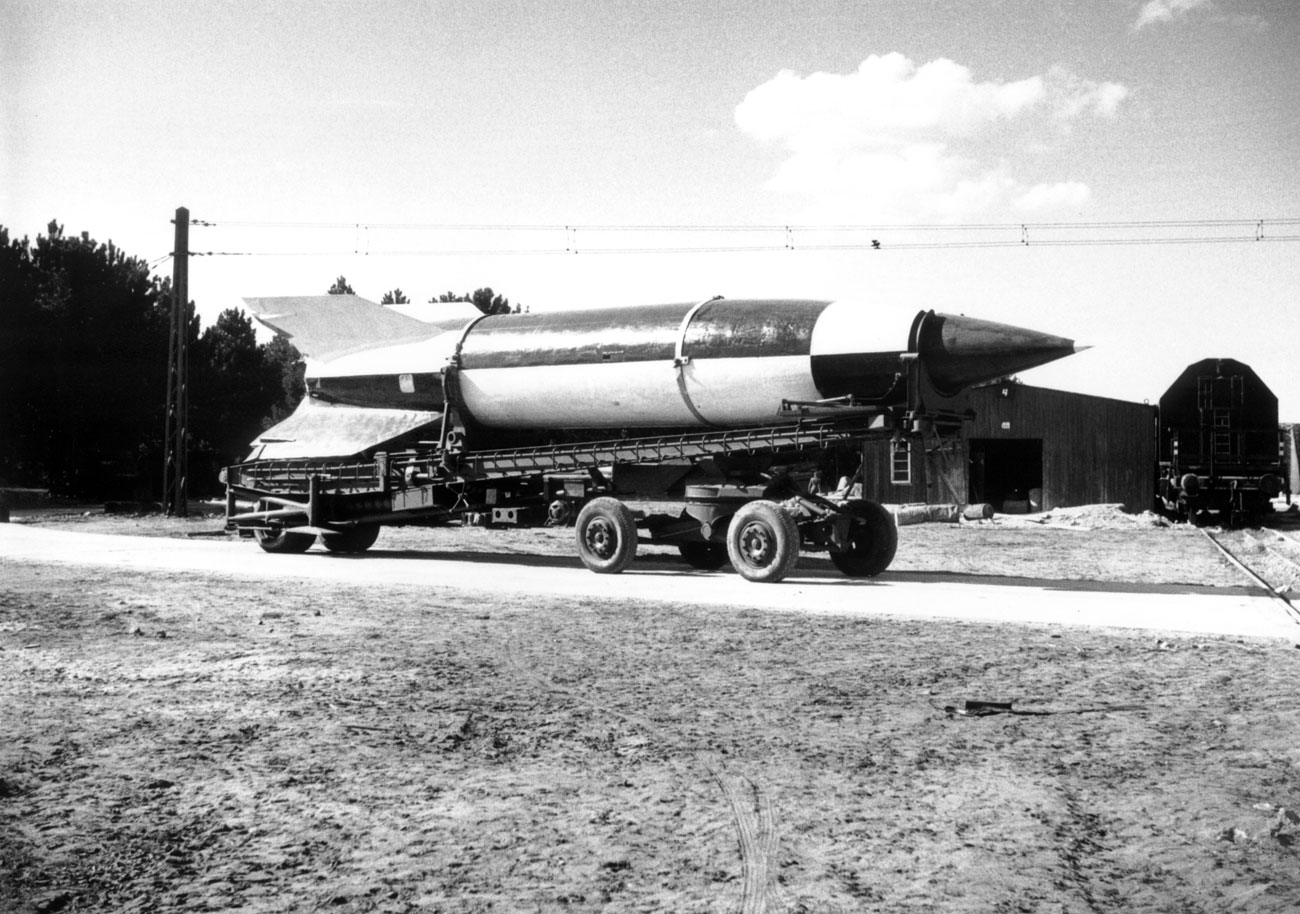
Транспортировка «Фау-2».

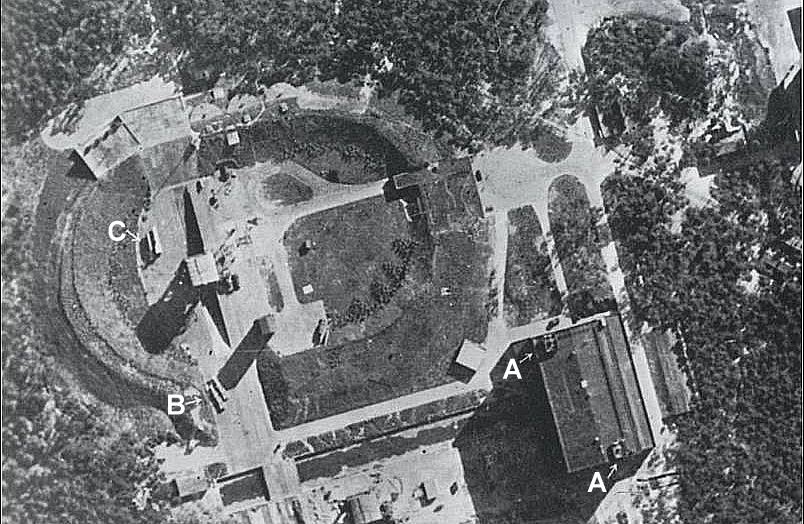
Снимок стартового стола в Пенемюнде, сделанный с британского самолёта-разведчика
23 июня 1943

Полигон Пенемю́нде (нем. Heeresversuchsanstalt Peenemünde) — ракетный центр Управления вооружений сухопутных сил вооружённых сил нацистской Германии под городком Пенемюнде на острове Узедом, на северо-востоке Германии.

## История
Полигон и исследовательский центр были созданы в 1937 году. Здесь была создана первая в мире баллистическая ракета Фау-2, сконструированная Вернером фон Брауном. Первый успешный испытательный старт состоялся 3 октября 1942 года. Ракета достигла высоты 80 км.
В Пенемюнде располагалась самая большая в Европе аэродинамическая труба, созданная в короткий срок — всего за полтора года. Здесь же находился крупнейший завод для получения жидкого кислорода. Численность основного персонала Пенемюнде в 1943 году составляла более 15 000 человек. Новые стенды позволяли вести огневые испытания двигателей на тягу от 100 кг до 100 тонн.
На прусском острове Узедом вблизи Пенемюнде были оборудованы стартовые позиции для ракет, а также бункеры управления пуском. Вся трасса возможных пусков в направлении северо-северо-восток была оборудована средствами управления и наблюдения за ракетой.
Именно ракета «Фау-2» стала первым в истории искусственным объектом, совершившим суборбитальный космический полёт. В первой половине 1944 года, с целью отладки конструкции, был произведен ряд вертикальных пусков ракет с несколько увеличенным (до 67 сек) временем горения топлива. Высота подъёма при этом достигала 188 километров.
17 августа 1943 года британские королевские военно-воздушные силы совершили налёт на Пенемюнде. 597 тяжёлых бомбардировщиков Avro Lancaster и Handley Page Halifax сбросили тысячи фугасных и зажигательных бомб. Немцам удалось сбить только 47 самолётов. 735 человек погибло, среди них главный конструктор ракетных двигателей доктор Вальтер Тиль, а также много ведущих специалистов. Заместитель командующего Люфтваффе генерал-полковник Ешоннек, отвечавший за систему ПВО этого района, покончил с собой. Одновременно с налётом на Пенемюнде были предприняты бомбёжки заводов в самой Германии и пусковых установок на побережье Франции. Это привело к тому, что серийный выпуск Фау-2 был задержан примерно на полгода. Англичане бомбили по площадям, уничтожив, в том числе, бараки концлагеря «Узедом», при этом пострадали находившиеся там рабочие и военнопленные, в том числе поляки, которые ранее переправили в Лондон точные планы Пенемюнде (британская разведка предупредила их о готовящемся рейде, но охрана лагеря не позволила пленникам покинуть бараки). Всего погибло 213 заключённых: 91 поляк, 23 украинца, 17 французов и 82 узника неустановленной национальности.
8 февраля 1945 года группа советских заключённых во главе с лётчиком Михаилом Девятаевым совершила побег на захваченном немецком бомбардировщике «Хейнкель-111».
14 февраля 1945 года с площадки № 7 в Пенемюнде взлетела последняя ракета Фау-2 с заводским номером 4299.
Ракетный центр был связан с подземным заводом по производству ракет Фау-2, где их было произведено около 5 000 штук, причем производительность достигала до 900 штук в месяц.
Рядом с заводом «Миттельверк», на южном склоне горы Конштайн, находился концентрационный лагерь «Дора», поставлявший заводу заключённых для принудительных работ. Из-за недостаточного питания рабочих на заводе была высокая смертность от истощения. Позднее в лагере «Дора» было обнаружено захоронение 25 000 заключенных, ещё 5 000 человек было расстреляно перед наступлением американской армии.
После разгрома Германии, во Второй Мировой войне, лаборатории служившие центром немецких исследований в области реактивных снарядов, опытные станции и испытательные стенды для Фау-2 в Пенемюнде, стали объектом МВД СССР. Позже все объекты были переданы властям Германской Демократической Республики.
С запуска трофейных, а позже модифицированных ракет «Фау-2» начинались как американская, так и советская космические программы.
В настоящее время на территории сборочно-испытательной станции «Пенемюнде-Вест» расположен музей авиационной, ракетной и военно-морской техники.

## Увековечение памяти
8 февраля 2020 года в Пенемюнде состоялась торжественная церемония в честь 75-летия подвига группы военнопленных во главе с Героем Советского Союза лётчиком Михаилом Девятаевым. Организатором памятной церемонии выступил Фонд Александра Печерского, мероприятие вошло в программу проекта «Непокорённые. Сопротивление в фашистских концлагерях».